# Love Machine
Love Machine – drugi singel Girls Aloud z ich drugiego albumu What Will The Neighbours Say?. Wydany 18 września 2004 roku, dotarł do #2 miejsca w Wielkiej Brytanii i #9 w Irlandii. Sprzedał się w nakładzie 100 tysięcy egzemplarzy.

## Lista utworów
| #                 | Tytuł                               | Długość |
| ----------------- | ----------------------------------- | ------- |
| UK CD single 1    |                                     |         |
| 1.                | "Love Machine"                      | 3:25    |
| 2.                | "The Show" [Flip 'n' Fill Remix]    | 5:35    |
| UK CD single 2    |                                     |         |
| 1.                | "Love Machine"                      | 3:25    |
| 2.                | "Love Machine" [Gravitas Disco Mix] | 7:30    |
| 3.                | "Androgynous Girls"                 | 4:39    |
| 4.                | "Love Machine" [Video]              | 3:39    |
| 5.                | "Love Machine" [Karaoke Video]      | 3:39    |
| 6.                | "Love Machine" [Game]               | 3:39    |
| UK Vinyl single 3 |                                     |         |
| 1.                | "Love Machine"                      | 3:25    |
| 2.                | "Love Machine" [Tony Lamenza Mix]   | 6:15    |

## Pozycja na listach
| Lista(2004)          | Najwyższa pozycja |
| -------------------- | ----------------- |
| UK Singles Chart     | 2                 |
| Irish Singles Chart  | 9                 |
| Greek Singles Chart  | 42                |
| Poland Singles Chart | 88                |